# شهرستان اسنوهومیش (واشینگتن)
شهرستان اسنوهومیش، واشینگتن (به انگلیسی: Snohomish County, Washington) یک شهرستان در ایالات متحده آمریکا است که در ایالت واشینگتن واقع شده‌است.

## خصوصیات
شهرستان اسنوهومیش ۵٬۶۸۷٫۶۵ کیلومترمربع مساحت دارد.